# Chloroclystis grisescens
Chloroclystis grisescens là một loài bướm đêm trong họ Geometridae.